# Ky Siriki
Ky Siriki, nacido en   1953  en Abiyán, Costa de Marfil, es un escultor residente en Burkina Faso, después de haber vivido y estudiado Bellas Artes en Costa de Marfil. Creador del simposio de escultura de Laongo en Burkina (varias ediciones). Comisario del simposio de Ben Amira en Mauritania (1 sola edición).

## Datos biográficos
Nacido en la capital de Costa de Marfil, Abiyán, en el año 1953.
Asistió a la escuela de Bellas Artes de su ciudad natal. Prosiguió su formación como escultor en la escuela de Pietrasanta en Italia.
Se traslada a Burkina Faso, donde crea el simposio de escultura de Laongo, que ha tenido varias ediciones.
En Mauritania fue precursor y comisario del simposio de Ben Amira, en el desierto,  que sólo pudo celebrarse en una ocasión.